# トレネッテ
トレネッテ(trenette [treˈnette])は細く、平たく、乾燥したパスタの一種で、とくにジェノヴァやリグーリアで食されている。

## トレネッテ・アル・ペスト
トレネッテは、ペスト・アラ・ジェノヴェーゼ（pesto alla genovese）とともに食されるもっとも伝統的なパスタで、これはトレネッテ・アル・ペスト（Trenette al pesto）として知られる。トレネッテ・アル・ペストで使われる食材は、一緒にゆでられたポテトとさやいんげんである。